# Hans Lipschis
Hans Lipschis, född den 7 november 1919 i Kretinga, Klaipeda, Litauen, död den 16 juni 2016 i Aalen, Baden-Würtemberg, Tyskland, var en Rottenführer i Waffen-SS.
Under andra världskriget var Lipschis anställd i Auschwitz. Enligt Simon Wiesenthal-centret tjänstgjorde Lipschis som vakt, medan han själv bedyrar att han var kock och aldrig bevittnade några våldshandlingar.

### Webbkällor
- ”Former Auschwitz Nazi guard Hans Lipschis found in Germany” (på engelska). BBC News. 25 april 2013. Arkiverad från originalet den 8 maj 2013. https://www.webcitation.org/6GSgjmP3b?url=http://www.bbc.co.uk/news/world-europe-22277866. Läst 8 maj 2013.
- ”Hans Lipschis – "Ich war nur Koch in Auschwitz"” (på tyska). Die Welt. 21 april 2013. Arkiverad från originalet den 8 maj 2013. https://www.webcitation.org/6GShD8lvt?url=http://www.welt.de/geschichte/zweiter-weltkrieg/article115465176/Hans-Lipschis-Ich-war-nur-Koch-in-Auschwitz.html. Läst 8 maj 2013.